# Вудс, Дон
Дон Вудс (Don Woods; 30 апреля 1954 года) — американский хакер и программист, один из разработчиков языка программирования INTERCAL, разработчик приключенческой компьютерной игры Colossal Cave Adventure. Один из авторов «Словаря хакера» (англ. The Hacker's Dictionary).

## Биография
В 1972 году, будучи студентом Принстонского университета, совместно с Джеймсом Лайоном создал язык программирования INTERCAL. Окончив Принстон, стал сотрудником Лаборатории искусственного интеллекта Стэнфордского университета (англ. Stanford Artificial Intelligence Laboratory, сокр. SAIL). Автор статей в Jargon File, который впоследствии был издан в печатном виде как «Словарь хакера».
В 1976 году в ARPAnet обнаружил программу Adventure Уилла Кроутера и значительно её переработал, добавив элементы настольной ролевой игры Dungeons and Dragons. Впоследствии эта версия игры получила название Colossal Cave Adventure и была портирована на большинство платформ.